# Sergej Vasiljevitsj Kazantsev
Sergej Vasiljevitsj Kazantsev (Russisch: Сергей Васильевич Казанцев) (Jekaterinenburg, 3 januari 1956) is een Russisch entomoloog. 
Kazantsev is gespecialiseerd in de taxonomie van kevers (coleoptera), met name de superfamilie Elateroidea, ook aangeduid als de superfamilie Cantharoidea.  Hij is de auteur van honderden wetenschappelijke werken over de keverfauna. Hij beschreef vele nieuwe soorten en heeft zelf wereldwijd in meer dan veertig landen veldonderzoek verricht.